# Leigh (Wielki Manchester)
Leigh – miasto w Anglii, w hrabstwie ceremonialnym Wielki Manchester, w dystrykcie metropolitalnym Wigan. Leży 19 km na zachód od centrum miasta Manchester. W 2001 miasto liczyło 43 006 mieszkańców.